# Municipio de Grove (condado de Humboldt)
El municipio de Grove (en inglés: Grove Township) es un municipio ubicado en el condado de Humboldt en el estado estadounidense de Iowa. En el año 2010 tenía una población de 297 habitantes y una densidad poblacional de 3,16 personas por km².

## Geografía
El municipio de Grove se encuentra ubicado en las coordenadas 42°46′11″N 94°8′46″O / 42.76972, -94.14611. Según la Oficina del Censo de los Estados Unidos, el municipio tiene una superficie total de 94.02 km², de la cual 93,79 km² corresponden a tierra firme y (0,25 %) 0,23 km² es agua.

## Demografía
Según el censo de 2010, había 297 personas residiendo en el municipio de Grove. La densidad de población era de 3,16 hab./km². De los 297 habitantes, el municipio de Grove estaba compuesto por el 97,64 % blancos, el 0,67 % eran afroamericanos, el 0,34 % eran asiáticos y el 1,35 % eran de una mezcla de razas. Del total de la población el 0,34 % eran hispanos o latinos de cualquier raza.